# GEA Westfalia Separator
Die GEA Westfalia Separator Group GmbH mit Hauptsitz in Oelde (Westfalen) ist ein deutscher Hersteller von Separatoren und Dekantern, welcher der GEA Group gehört. Das Unternehmen erstellt Verfahren und Prozesse zur mechanischen Klärung und Trennung von Flüssigkeiten und Flüssigkeitsgemischen für die Molkerei- und Nahrungsmittelindustrie, Chemie, Pharmazie, Biotechnologie, Energie, Schifffahrt und Umwelttechnik. 

## Geschichte
1893–1900

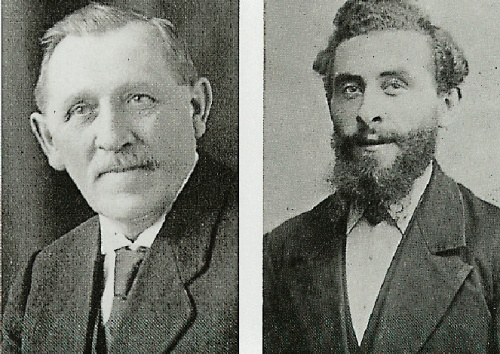
Die Gründer Franz Ramesohl und Franz Schmidt

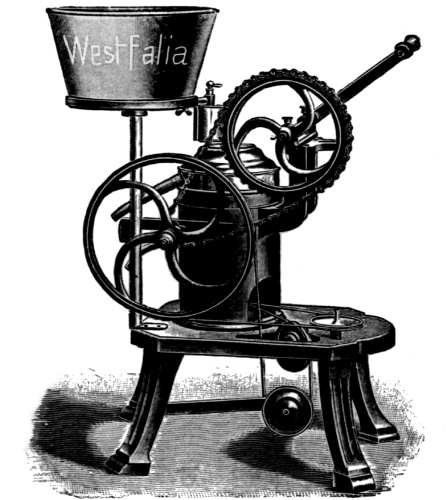
Die erste Milchschleuder der Ramesohl & Schmidt oHG

Am 1. September 1893 eröffneten die Schwäger Franz Ramesohl und Franz Schmidt unter dem Namen Ramesohl & Schmidt oHG in Oelde eine Werkstatt. Mit fünf Mitarbeitern, zwei Drehern und drei Schlossern, begannen sie die Produktion von Milch-Separatoren, welche zu Beginn zwischen 200 und 320 Mark kosteten. Bereits im Jahr nach der Unternehmensgründung stieg die Mitarbeiterzahl auf 20 und die Produktionsräume wurden um ein weiteres Gebäude erweitert. Im Jahr 1897 betrug die Jahresproduktion 2.000 Zentrifugen, bei einer Zahl von 60 Mitarbeitern.
Das Unternehmen wurde 1899 per Gesellschaftervertrag in eine Aktiengesellschaft umgewandelt. Das Grundkapital betrug 1.000 Aktien zu je 1.000 Mark und der Umsatz 501.068 Mark. Im Jahr 1900 waren bereits ca. 10.000 Milchzentrifugen der Ramesohl & Schmidt AG im Einsatz.
1901–1910

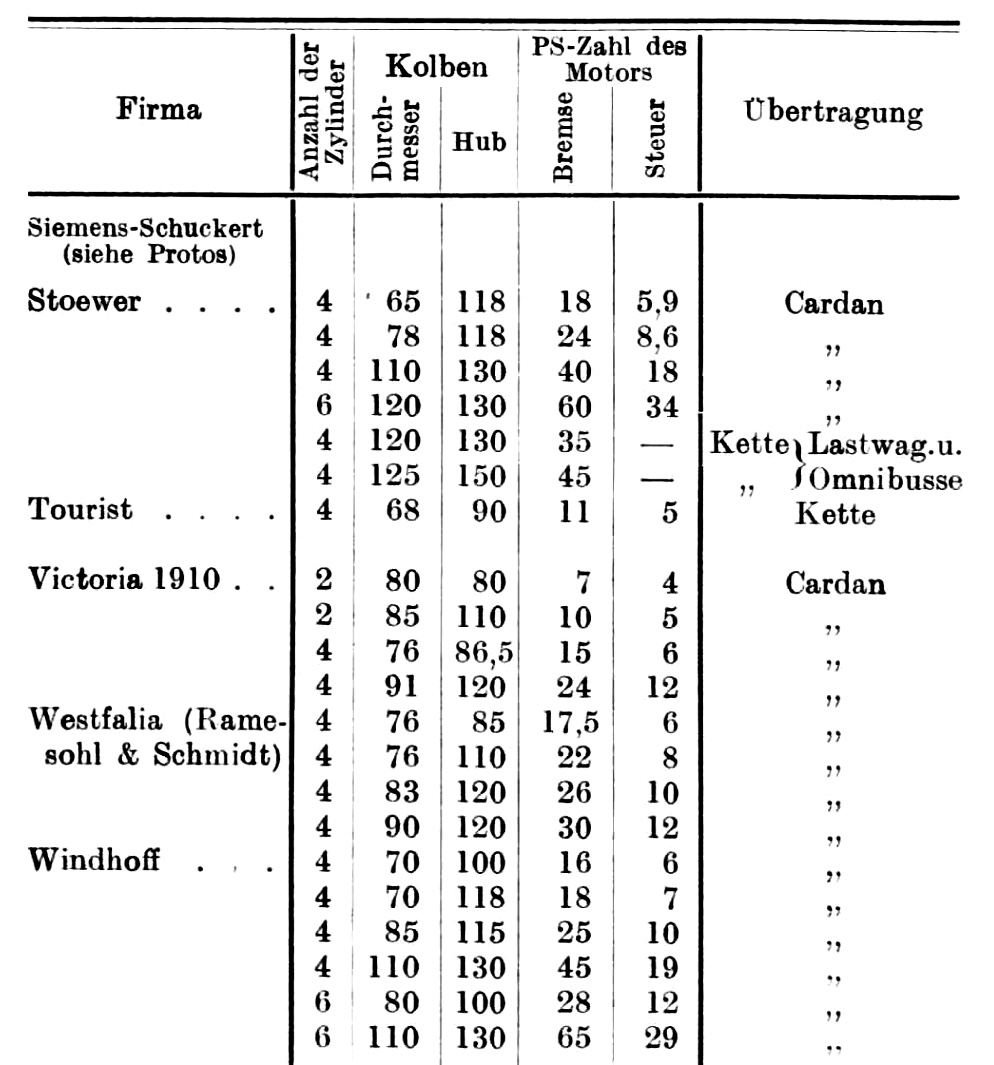
Westfalia Motorenprogramm um 1911

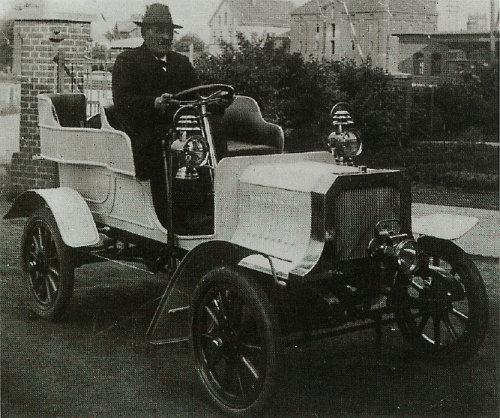
Testfahrt eines Westfalia Motorwagens mit Franz Ramesohl

Im Jahr 1901 wurde die Produktion von Motorrädern aufgenommen und nach kurzer Zeit im selben Jahr schon wieder eingestellt. 1906 stieg das Unternehmen mit inzwischen 110 Mitarbeitern in die Herstellung von Automobilen ein.  Ein erhalten gebliebenes Fahrzeug stand 2018 in der Teilnehmerliste der Classic Days. Im Jahr 1907 wurde der erste Separator für die Trennung von Mineralöl-Wasser-Gemischen eingesetzt.
1911–1920
Der harte Wettbewerb zwang das Unternehmen, trotz zunächst vielversprechender Zahlen, 1913 zur Einstellung der Produktion der Westfalia Motorwagen. Die Hansa-Automobil übernahm die Fahrzeugfertigung unter dem Namen Hansa Präzisionswerke AG und verkaufte sie in 1916. Hansamotorradmodelle wurden noch etwa 1922 bis 1927 in Bielefeld gebaut.
Im Jahre 1915 wurde Werner Habig zum Direktor und Vorstandsmitglied von Westfalia ernannt. Im selben Jahr legten die drei Vorstandsmitglieder Richard Riefenberg, August Strothmann und Gründungsmitglied Franz Ramesohl ihre Ämter nieder und Werner Habig trat in das Unternehmen ein. Er führte das Westfalia Separator bis 1971.
1921–1930
1926 wurde die Produktion um Eimermelkmaschinen erweitert. Die erste fahrbare Melkanlage für den Weidebetrieb wurde 1927 bei der landwirtschaftlichen Ausstellung in Dortmund der Öffentlichkeit präsentiert. Das Unternehmen gründete 1929 mit der Westfalia Separator Inc. die erste Gesellschaft in den USA.
1931–1940

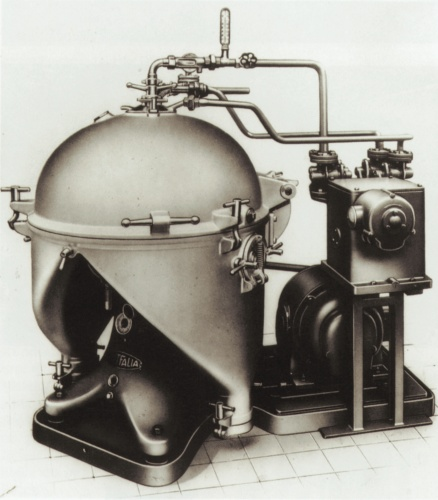
Der erste selbstentleerende Separator

1931 stellte das Unternehmen den ersten selbstentleerenden Separator vor. Mitgründer Franz Schmidt starb am 18. März 1937. 1940 überstieg der Umsatz erstmals die Grenze von 10 Mio. Reichsmark (RM).
1941–1950

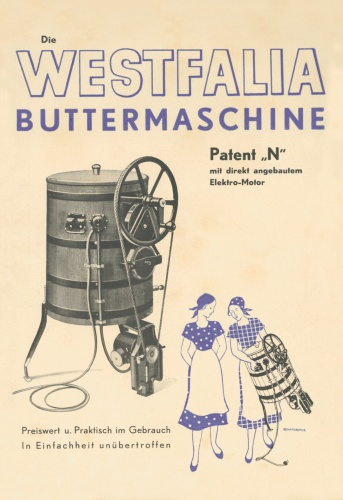
Werbeplakat für eine Westfalia Buttermaschine

Die Ramesohl & Schmidt AG wurde am 29. September 1941 in Westfalia Separator AG umbenannt. Im selben Jahr konstruierte Westfalia Separator die erste kontinuierlich arbeitende Butterungsmaschine. In den Kriegsjahren kam die Produktion faktisch zum Erliegen und der Umsatz sank bei Kriegsende auf einen Tiefpunkt von knapp 2,5 Millionen RM. 1946 begann der Wiederaufbau und soweit Materialien aufzutreiben waren, wurden unterschiedlichste Eigenkonstruktionen konzipiert und gefertigt, darunter Wäscheschleudern, Kreissägen, Lampen, Schlitten, Kerzenleuchter, Roller, Garderoben, Spielzeug und Blindenschreibmaschinen.
1950–1960
In den Folgejahren wurden wieder Separatoren sowie Melk- und Fütterungsanlagen entwickelt und produziert. Westfalia Separator avancierte in Deutschland zum Marktführer. Bereits 1954 exportierte das Unternehmen seine Produkte in 70 Länder. Der Bau des ersten Dekanters erfolgte im Jahre 1955.
1961–1970
1962 konnte nach nur einjähriger Bauzeit das Zweigwerk Niederahr in Betrieb genommen werden. Im Jahre 1963 folgte das Zweigwerk Château-Thierry in Frankreich. 1965 wurde die Herstellung von handbetriebenen Separatoren eingestellt. Im Jahre 1966 erschien zum ersten Mal die Mitarbeiterzeitschrift Die Trommel, die seither sechs Mal im Jahr erscheint. 1967 überschritt der Umsatz von Westfalia Separator zum ersten Mal die Grenze von 100 Mio. DM, wobei der größere Teil des Umsatzes durch den Export erwirtschaftet wurde. 1968 umfasst der Produktumfang 70 verschiedene Separatorenmodelle in 350 unterschiedlichen Ausführungen.
1971–1980
1971 bat Werner Habig den Aufsichtsrat, ihn von seinen Aufgaben als Vorstand zu entbinden; sein Nachfolger wurde Otto Müller-Habig. Werner Habig wurde Aufsichtsratsvorsitzender und löste damit seinen Bruder Leo Habig ab. 1973 überschritt der Umsatz die 200-Mio.-DM-Grenze und der Exportanteil stieg auf 59 Prozent.
1981–1990
1987 wurde das Unternehmen in die Bereiche Westfalia Separator Landtechnik und Westfalia Separator Trenntechnik aufgeteilt, um für mehr Transparenz zu sorgen und Zuständigkeiten klarer abzugrenzen. 1988 führte das Unternehmen das Landtechnikprogramm Miele Melktechnik als zweite Produktlinie in dem Segment Landtechnik ein. Den bis dato höchsten Umsatz erreichte die Westfalia Separator AG im Jahr 1989 mit 530 Mio. DM. Die Mitarbeiterzahl wuchs erstmals auf über 3.000 an. Im Ausland existieren zu diesem Zeitpunkt 23 Tochtergesellschaften. Bis zum Jahr 1990 erhielt das Unternehmen 450 Patente, davon 210 als selbständige Erfindungen. International sind mehr als 1.000 Patente bis 1990 angemeldet worden.
1990–2000
Seit 1994 gehört Westfalia Separator zur GEA Group (Sitz in Düsseldorf). Der Unternehmensbereich Landtechnik wurde 1996 ausgegliedert und zu einer eigenständigen Gesellschaft mit dem Namen GEA Farm Technologies.
Seit 2000
Im Jahr 2004 wurde der Verein Nothilfe Westfalia Separator e. V. gegründet, der sich für die unbürokratische Hilfe in Not geratener Mitarbeiter sowie für soziale Projekte in Oelde einsetzt. 2007 wurde die autorisierte Werkstatt in Tianjin gegründet, um den chinesischen Markt noch besser bedienen zu können. Am 13. Februar 2008 wurde die Unternehmensform der Westfalia Separator AG geändert, das Unternehmen firmiert seither als GEA Westfalia Separator GmbH.
Seit dem 1. Januar 2020 ist GEA Westfalia Separator der GEA Group Division Separation & Flow Technologies zugehörig.

## Produktions-Standorte und Unternehmensstruktur
- Oelde,  Deutschland
- Niederahr,  Deutschland
- Bengaluru,  Indien
- Wuqing,  Volksrepublik China

Die GEA Westfalia Separator Group umfasst international mehr als 50 Vertriebs- und Servicegesellschaften. Sie ist Teil der GEA Group Division Separation & Flow Technologies, welche sich in die drei Business Units Separators, Homogenizers und Valves & Pumps gliedert.